# 蒙德利夫
蒙德利夫（法語：Mont-de-l'If，法語發音：[mɔ̃ də lif]）是法国滨海塞纳省的一个旧市镇，属于鲁昂区。2016年，蒙德利夫与邻近的3个市镇合并为新市镇圣马丹德利夫。

## 地理
蒙德利夫（49°35'20"N, 0°49'31"E）面积3.5 平方千米，位于法国诺曼底大区滨海塞纳省，该省份为法国北部沿海省份，其西部及北部濒大西洋英吉利海峡，东起顺时针与索姆省、瓦兹省、厄尔省和卡爾瓦多斯省接壤。
与蒙德利夫接壤的市镇（或旧市镇、城区）包括：布拉克维尔、克鲁瓦马尔、拉福勒蒂耶尔、弗雷维尔、图夫勒维尔-拉科尔伯利讷。

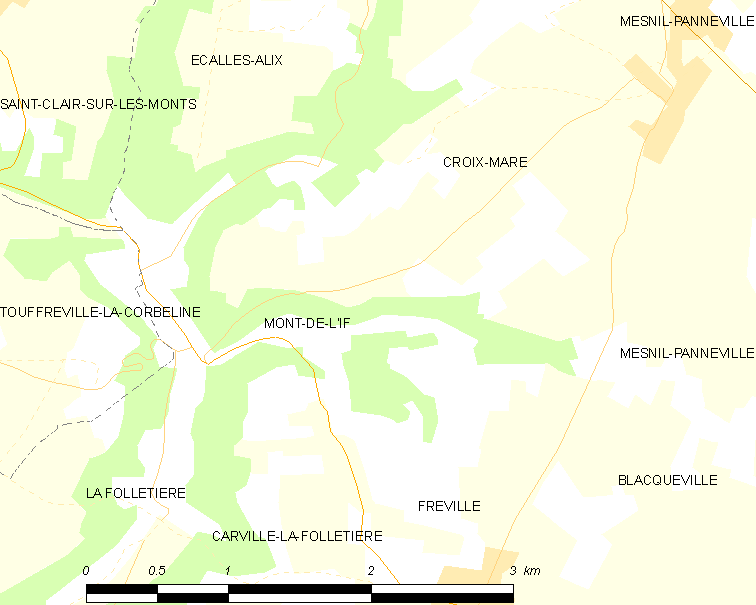
蒙德利夫的OSM定位图

蒙德利夫的时区为UTC+01:00、UTC+02:00（夏令时）。

## 行政
蒙德利夫的邮政编码为76190，INSEE市镇编码为76444。

## 政治
蒙德利夫所属的省级选区为邦德维尔圣母镇县。

## 人口

1962-2008年间蒙德利夫人口变化图示

蒙德利夫于2018年1月1日时的人口数量为116人。